# Buk nad Hruškovou
Buk nad Hruškovou je památný strom buk lesní (Fagus sylvatica) ve Slavkovském lese. Roste v nadmořské výšce 675 m na severozápadním svahu Spáleného vrchu (744 m) v oplocené zahradě samoty čp. 82 v Hruškové, místní části města Sokolov v Karlovarském kraji.
Rozložitý solitérní strom má širokou a hustě zavětvenou korunu polokulovitého až deštníkovitého tvaru. Nízký válcovitý kmen je v celé délce podélně rozbrázděný hlubokými rýhami.
Ve spodní části se ve výšce přibližně 2,5 m dělí do čtyř hlavních kosterních větví. V minulosti došlo k ulomení mohutné kosterní větve asi 3 metry nad rozvětvením. Hrozilo vylomení této větve, proto došlo k odlehčení koruny a stabilizaci stromu. Koruna stromu sahá do výšky 17,5 m, obvod kmene měří 427 cm (měření 2013 resp. 2017).
Strom je chráněn od roku 2018 jako krajinná dominanta, esteticky zajímavý strom s významným habitem.

## Stromy vokolí
- Lípa u pomníčku v Hruškové
- Douglaska Na pile
- Dub ve Starém Sedle
- Jilm pod Starou Ovčárnou (zaniklý)